# Kanton Fontenay-sous-Bois-Est
Kanton Fontenay-sous-Bois-Est (fr. Canton de Fontenay-sous-Bois-Est) je francouzský kanton v departementu Val-de-Marne v regionu Île-de-France. Tvoří ho pouze východní část města Fontenay-sous-Bois.